# 孟祺
孟祺，字德卿，宿州（今安徽省宿州市符離镇）人。元初名臣，后随父徙居东平。时与阎复、李谦及徐琰称“东平四杰”就学于东平府学。得廉希宪、宋子贞赏识随荐孟祺翰林修国史，后为翰林承直郎。曾出使高丽。又辅丞相伯颜伐宋。撰有《应缘扶教崇道张尊师道行碑》等。

## 延伸阅读
[在维基数据编辑]
 《元史·卷160》，出自宋濂《元史》
 《新元史/卷173》，出自柯劭忞《新元史》